# Jack Swilling
 (août 2025).
John W. « Jack » Swilling (1er avril 1830 - 12 août 1878) était un pionnier dans le territoire de l'Arizona. On lui attribue généralement la fondation de la ville de Phoenix. Swill a également joué un rôle important dans l'ouverture des hauts plateaux de l'Arizona à la colonisation blanche. Ses découvertes ont entraîné une ruée vers la région, ce qui a conduit à la création de la première capitale territoriale de l'Arizona à la ville minière de Prescott.
Swilling était à la fois un minuteman de l'armée des États confédérés et une aide civile à l'armée des États-Unis pendant la guerre de Sécession. Il a un large éventail de disciplines, y compris une équipe, un prospecteur, un mineur et un propriétaire d'usine, et un agriculteur, un fermier, un ranch et un fonctionnaire. Tout cela a été accompli alors qu'il souffrait de périodes de douleur atroce résultant de blessures graves qu'il a subies en 1854. Il prit de la morphine pour atténuer la douleur, ce qui a entraîné des problèmes de dépendance pour le reste de sa vie.